# Dragutin Topić
Dragutin Topić —en el alfabeto cirílico serbio Драгутин Топић— es un atleta serbio especializado en salto de altura. Nacido el 12 de marzo de 1971 en la entonces República Socialista de Serbia, ha competido para Serbia y Montenegro y finalmente para Serbia en su especialidad. En 1990 rompió el récord de altura en el Campeonato Mundial Junior de Atletismo de ese año, consagrándose campeón europeo junior. Hasta la fecha ha participado de siete Campeonatos Mundiales de Atletismo y seis Juegos Olímpicos, siendo uno de los deportistas más longevos en formar parte de estas competencias y uno de los deportistas con más ediciones olímpicas disputadas. Su récord juvenil aún no ha sido superado.

## Vida personal
Jugó basketball durante la secundaria en los Estados Unidos a finales de 1980. Se casó con la atleta de triple salto Biljana Topić, y es a su vez entrenador personal de su esposa. Tienen una hija, Angelina, también saltadora de altura.

## Carrera
El 8 de agosto de 1990 Dragutin Topić rompió el récord en salto en alto en el Campeonato Mundial Junior de Atletismo con su marca de 2.37 metros, convirtiéndose así en campeón europeo.
En 1992 incursionó en triple salto y dos años después compitió también en decatlón, sin lograr mayores logros en ambas disciplinas, aunque obtuvo un tercer puesto en el Campeonato Europeo de Atletismo en Pista Cubierta de 1992. y ganó el primer puesto en salto en alto en el Campeonato Europeo de Atletismo en Pista Cubierta de 1996
El 2 de febrero de 2001, Topić dio positivo para Norandrosterona en un control antidopaje realizado en Wuppertal y fue penalizado con dos años de suspensión. Luego de cumplir el castigo impuesto, regresó para competir en el Grand Prix II de 2003, en Bratislava.
Dragutin Topić compitió en siete ediciones del Campeonato Mundial de Atletismo (1991, 1993, 1995, 1997, 1999, 2005 y 2007).
En 2008 se convirtió en el hombre más viejo en saltar 2,30 metros, a la edad de 36 años y once meses, en Novi Sad, Serbia, durante el evento organizado por la Asociación Europea de Atletismo. Allí también traspasó con dificultades la barrera de 2,32 y falló en los 2,34 y 2,36.

### Juegos Olímpicos
Compitió en seis Juegos Olímpicos entre 1992 y 2012. Su mejor resultado fue un cuarto puesto en los Juegos Olímpicos de Atlanta 1996, en su especialidad. 
En los Juegos Olímpicos de Londres 2012, y a la edad de 41 años, compitió junto a su esposa Biljana Topić, de quien Dragutin se desempeñó como entrenador también. Las competencias de salto en alto se llevaron a cabo el 5 de agosto de ese año, pero Topić no logró posicionarse en las tablas de resultados, ocupando el último lugar. En una entrevista con la publicación Athletics Weekly, Topić confesó que participó en los juegos de Londres principalmente por una apuesta con su médico personal Dr. Muller-Wolfhart, cuando se encontraba en tratamiento por un dolor de espalda. Este le prometió que trataría sus dolencias gratis si el atleta partipaba en las Olimpíadas. La apuesta incluía también «cervezas y un par de entradas para ver Liga de Campeones de la UEFA». Esto fue una de las motivaciones principales, dado que el atleta había expresado sus dudas respecto de su condición física, luego de no haber competido en 2010 y de haber pasado dos años sin haber entrenado apropiadamente. De esta manera Dragutin Topić se convirtió en uno de los atletas más longevos, participando de seis Juegos Olímpicos junto con el corredor angoleño Joao N’Tyamba, aunque el récord lo mantiene la corredora Merlene Ottey con siete ediciones olímpicas.

## Rendimiento

### Mejor marca personal — Pista en exterior
| Evento        | Resultado   | Lugar            | Fecha               |
| ------------- | ----------- | ---------------- | ------------------- |
| Salto en alto | 2.38 metros | Belgrado, Serbia | 1 de agosto de 1993 |

### Mejor marca personal — Pista cubierta
| Evento        | Resultado   | Lugar             | Fecha               |
| ------------- | ----------- | ----------------- | ------------------- |
| Salto en alto | 2.35 metros | Estocolmo, Suecia | 10 de marzo de 1996 |

### Progresión cronológica
| 2,28 | Belgrado, Serbia       | 20 de mayo       | 2012 |
| 2,24 | Kragujevac, Serbia     | 6 de agosto      | 2011 |
| 2,31 | Kragujevac, Serbia     | 27 de julio      | 2009 |
| 2,27 | Atenas, Grecia         | 13 de julio      | 2008 |
| 2,27 | Kalamata, Grecia       | 4 de junio       | 2008 |
| 2,27 | Sofía, Bulgaria        | 7 de julio       | 2007 |
| 2,30 | Réthimno, Grecia       | 10 de julio      | 2005 |
| 2,29 | Atenas, Grecia         | 22 de agosto     | 2004 |
| 2,31 | Bratislava, Eslovaquia | 10 de junio      | 2003 |
| 2,31 | Estambul, Turquía      | 7 de junio       | 2003 |
| 2,33 | Belgrado, Serbia       | 20 de agosto     | 2000 |
| 2,32 | Sevilla, España        | 23 de agosto     | 1999 |
| 2,32 | Atenas, Grecia         | 16 de junio      | 1999 |
| 2,33 | Bajina Bašta, Serbia   | 9 de agosto      | 1998 |
| 2,31 | Belgrado, Serbia       | 27 de julio      | 1997 |
| 2,35 | Roma, Italia           | 5 de junio       | 1996 |
| 2,29 | Fukuoka, Japón         | 1 de septiembre  | 1995 |
| 2,29 | Gotemburgo, Suecia     | 6 de agosto      | 1995 |
| 2,32 | Colonia, Alemania      | 21 de septiembre | 1994 |
| 2,38 | Belgrado, Serbia       | 1 de agosto      | 1993 |
| 2,35 | Belgrado, Serbia       | 15 de julio      | 1992 |
| 2,32 | Liubliana, Eslovenia   | 16 de junio      | 1991 |
| 2.37 | Plovdiv, Bulgaria      | 12 de agosto     | 1990 |
| 2.23 | Varaždin, Croacia      | 13 de agosto     | 1989 |
| 2.06 | Zagreb, Croacia        | 11 de septiembre | 1989 |

| 2,28 | El Pireo, Grecia  | 21 de febrero | 2009 |
| 2,30 | Novi Sad, Serbia  | 7 de febrero  | 2008 |
| 2,15 | Paiania, Grecia   | 7 de febrero  | 2006 |
| 2,15 | Novi Sad, Serbia  | 11 de febrero | 2006 |
| 2,31 | Paiania, Grecia   | 16 de febrero | 2005 |
| 2,20 | Novi Sad, Serbia  | 15 de febrero | 2004 |
| 2,33 | Paiania, Grecia   | 6 de marzo    | 2003 |
| 2,27 | El Pireo, Grecia  | 27 de enero   | 2001 |
| 2,34 | Gante, Bélgica    | 27 de febrero | 2000 |
| 2,24 | Belgrado, Serbia  | 7 de febrero  | 1999 |
| 2,27 | Belgrado, Serbia  | 11 de febrero | 1998 |
| 2,32 | París, Francia    | 9 de marzo    | 1997 |
| 2,35 | Estocolmo, Suecia | 10 de marzo   | 1996 |
| 2,34 | Estocolmo, Suecia | 19 de febrero | 1991 |